# Terre leggendarie
Terre leggendarie (Fabled Lands) è una serie di libri-gioco fantasy scritta da Dave Morris e Jamie Thomson, e pubblicata per la prima volta nel 1996 da Macmillan Publishers Ltd. Le copertine originali sono di Kevin Jenkins e le illustrazioni interne di Russ Nicholson. 
La serie prevedeva dodici libri, di cui solo sei furono pubblicati prima che la serie fosse sospesa. 
Nel corso del 2019, la casa editrice francese Megara Entertainment SARL ha lanciato una campagna Kickstarter per finanziare il completamento del settimo libro, scritto da Paul Gresty. Dal 2017 la serie è pubblicata anche in Italia da Edizioni Librarsi.

## Panoramica
Il principale aspetto che caratterizza la serie e la discosta da qualsiasi altra nel panorama dei libri-gioco è l'approccio di gioco libero e senza limiti. Si tratta infatti di un sistema free roaming; non c'è una missione prestabilita, ma centinaia di avventure che il giocatore è libero di decidere di affrontare a suo piacimento. Oppure può dedicarsi ad altre attività: esplorare, commerciare, navigare o sviluppare le proprie abilità.
Un altro aspetto innovativo all'epoca della sua creazione è la mappa open world. Ogni libro contiene una diversa area geografica delle Terre Leggendarie, e il lettore può viaggiare tra regioni diverse passando da un libro all'altro durante l'avventura. Ogni libro è quindi un'espansione della mappa e delle aree esplorabili. Per questo motivo la lettura può cominciare da qualsiasi libro della serie, sebbene questi siano stati scritti in difficoltà crescente in modo da assecondare i progressi del giocatore.

## Sistema di gioco
Il sistema di gioco di Terre Leggendarie è gestito da un regolamento introduttivo breve e semplice, presente all'interno di ogni libro della saga. Il giocatore ha sei abilità di base:
- Carisma - il talento di propiziarsi le persone
- Combattimento - la destrezza nella lotta
- Magia - l'arte di lanciare incantesimi
- Santità - il dono della potenza e della saggezza divina
- Esplorazione - le abilità di inseguimento e orientamento nelle terre selvagge
- Ladroneria - il talento per la furtività, la capacità di nascondersi e borseggiare

Il punteggio iniziale di ciascuna di queste sei abilità è determinato dal mestiere scelto dal giocatore. Ci sono sei diversi mestieri tra cui scegliere:
- Monaco
- Mago
- Fuorilegge
- Cantastorie
- Guerriero
- Viandante

Ogni mestiere ha valori diversi in base alle sue attitudini: ad esempio i Monaci hanno un punteggio elevato di Santità, ma basso nel Combattimento. I Viandanti hanno un punteggio elevato di Esplorazione, ma basso nella Magia. Il giocatore ha l'opportunità di aumentare queste abilità completando le missioni presenti nei libri. Le abilità permettono di affrontare prove e combattimenti presenti nell'avventura. Il superamento delle prove e dei combattimenti avviene mediante il lancio di uno o più dadi. Durante il gioco è anche possibile raccogliere denaro, oggetti, armature e armi, che serviranno ad affrontare più agevolmente l'avventura, superare avversari e completare missioni.
Il giocatore, così come gli altri personaggi presenti nei libri, hanno dei punteggi di Difesa, Combattimento e Stamina (forza vitale). Durante il gioco questi valori possono aumentare o diminuire. Quando il punteggio Stamina scende a zero il personaggio è considerato morto. I combattimenti contro gli avversari si svolgono lanciando due dadi e aggiungendo al risultato il proprio punteggio di Combattimento. Se il totale è superiore a quello di Difesa dell'avversario, la differenza corrisponderà al numero di punti Stamina persi dall'avversario. Lo stesso procedimento si applica anche quando è il giocatore a subire un attacco. Difesa e Combattimento possono essere aumentati grazie ai bonus che possiedono le armi e le armature che si possono ottenere durante il gioco, ad esempio completando missioni, esplorando luoghi particolari o acquistandole presso i mercati cittadini. 
Il sistema di gioco prevede anche l'uso di parole-chiave, che registrano fatti o avvenimenti importanti dell'avventura. Esse “ricordano” i luoghi visitati e i personaggi incontrati. Sara il libro stesso a indicare quando annotare e cancellare le parole-chiave.

## Libri
Sinora sono stati pubblicati solo i primi 7 dei 12 libri inizialmente previsti; in Italia solo i primi 5.
1. Il Regno Lacerato
2. Città d'Oro e di Gloria
3. Oltre il Mare di Sangue Oscuro
4. Le Pianure di Tenebra Urlante
5. La Corte dei Volti Nascosti
6. I Signori del Sole Nascente
7. Il Regno del Re Serpente
8. Solitarie Distese Sabbiose
9. L'Isola dalle Mille Guglie
10. Le Legioni del Labirinto
11. La Città nel Cielo
12. Nel Sottomondo

## Videogiochi
È stato realizzato, con il permesso degli autori originari, un adattamento per computer della collana, Java Fabled Lands (JaFL o in precedenza FLApp), sviluppato in Java dal 2009 come open source.
Nel 2022 è uscito un videogioco commerciale ufficiale di Fabled Lands su Steam e GOG, nel 2023 su Nintendo Switch.